# 山﨑真之輔
山﨑 真之輔（やまざき しんのすけ、1981年（昭和56年）9月1日 - ）は、日本の元政治家。元参議院議員（1期）、元静岡県議会議員（3期）、元浜松市議会議員（2期）。一般社団法人funbank副代表。

## 来歴
静岡県浜松市中央区領家町出身。浜松市立相生小学校、浜松市立東部中学校、静岡県立浜松北高等学校卒業。2005年3月、名古屋大学法学部卒業。同年4月、鈴木康友衆議院議員（のち浜松市長・静岡県知事）事務所入所。2007年、第16回統一地方選挙で浜松市議会議員に当選。2011年の第17回統一地方選挙で再選。
2012年6月7日、大岡敏孝が第46回衆議院議員総選挙への立候補のため、静岡県議会議員を辞職。2013年6月16日、静岡県知事選挙が行われるが、県下では同時に県議会・5選挙区で補選が行われた。山﨑は大岡の辞職に伴う浜松市中区選挙区の補欠選挙に無所属で立候補し、自由民主党公認の杉本好重、日本共産党公認の平賀高成を破り初当選した。2019年に3選。院内会派はふじのくに県民クラブに所属していた。

### 2021年参議院補欠選挙
2021年5月14日、参議院議員の岩井茂樹が、任期満了に伴う静岡県知事選挙に立候補するため辞職。同年6月20日に行われた知事選で、山﨑は現職の川勝平太の政策・広報戦略を担当。川勝は岩井を下し4期目の当選を果たした。6月24日、山﨑が、岩井の辞職に伴う参議院静岡県選挙区補欠選挙に立候補する意思を固めたことが報じられた。7月30日、立候補を正式に表明。
同年8月17日、自民党静岡県連は同補選に御殿場市長の若林洋平を擁立すると発表した。8月24日、山﨑は県議を辞職。8月30日、日本共産党は党県常任委員の鈴木千佳を公認候補として擁立すると発表した。立憲民主党と共産党は秋の衆院選の候補者一本化を推し進めている頃であり、山﨑陣営からは最後に出馬表明した鈴木への恨み節が聞かれたが、共産党県委員会の山村糸子委員長は静岡新聞社の取材に「山崎氏から（共闘の）打診はなく、独自の候補を立てた。最初から共闘の扉は閉ざされていた」と話した。
同年10月7日、参議院補選が公示。山﨑は国民民主党・立憲民主党・連合静岡の推薦を受けて無所属で立候補。そのほか、自民党公認・公明党推薦の若林、共産党公認の鈴木が立候補した。10月4日に首相になったばかりの岸田文雄は公示日に静岡県入りし、若林の応援に入った。岸田は10月21日にも静岡に入り、浜松市で遊説するなど力を注いだ。10月初旬、自民党は「若林が山﨑を大きく引き離す」という調査結果を出した。静岡新聞社は同月15日～17日の3日間、電話による世論調査を実施。県内各地の取材を加味して情勢を探り、同月18日、「若林がやや先行し、山﨑が猛追」と報じた。野党共闘が崩れたこともあり、自民党内部では当初から「勝って当然」との楽観論があった。
同年10月24日、投開票。山﨑は若林に5万票近い差をつけ、初当選を果たした。任期は2022年7月25日まで。2021年11月4日、参院会派「国民民主党・新緑風会」は、山崎の入会を参院事務局に届け出た。
2022年7月10日投開票の第26回参議院議員通常選挙においては国民民主党推薦の無所属で立候補したが、後述する不祥事の影響で前年の補選では推薦を受けた立憲民主党から推薦を受けられず、さらに日本維新の会にも推薦を求めたものの国民民主党における党内手続きに問題がありこちらからも推薦を撤回されたことが影響し、8人中3位の次点で落選した。
2023年5月、一般社団法人funbank副代表に就任。地ビールなどの販売に携わる。

## 政策・主張

### 憲法
- 憲法改正について、2022年のNHK、毎日新聞社のアンケートで「賛成」と回答[21][22]。
- 9条改憲について、2022年の毎日新聞社のアンケートで「改正して、自衛隊の存在を明記すべきだ」と回答[22]。9条への自衛隊の明記について、2022年のNHKのアンケートで「どちらとも言えない」と回答[21]。
- 憲法を改正し緊急事態条項を設けることについて、2022年のNHKのアンケートで「賛成」と回答[21]。

### 外交・安全保障
- 敵基地攻撃能力を持つことについて、2022年のNHKのアンケートで「反対」と回答[21]。

- ロシアは2022年2月24日、ウクライナへの全面的な軍事侵攻を開始した[23]。日本政府が行ったロシアに対する制裁措置についてどう考えるかとの問いに対し、2022年のNHKのアンケートで「適切だ」と回答[21]。同年の毎日新聞社のアンケートで「今の制裁で妥当だ」と回答[22]。
- 2022年6月7日、政府は経済財政運営の指針「骨太方針」を閣議決定した。NATO加盟国が国防費の目標としている「GDP比2％以上」が例示され、防衛力を5年以内に抜本的に強化する方針が明記された[24]。「防衛費を今後どうしていくべきだと考えるか」との問いに対し、2022年のNHKのアンケートで「ある程度増やすべき」と回答[21]。

### ジェンダー
- 選択的夫婦別姓制度の導入について、2022年のNHKのアンケートで「賛成」と回答[21]。
- 同性婚を可能とする法改正について、2022年のNHKのアンケートで「どちらかと言えば賛成」と回答[21]。
- クオータ制の導入について、2022年のNHKのアンケートで「賛成」と回答[21]。

### その他
- リニア中央新幹線工事トンネル工事における水問題を川勝平太に提言[25]。2017年にはJR東海に対する川勝の態度が硬化し、2027年予定であった中央新幹線の開業見込みが不透明となった。
- アベノミクスについて、2022年の毎日新聞社のアンケートで「評価できず、見直すべきだ」と回答[22]。
- 「原子力発電への依存度を今後どうするべきか」との問題提起に対し、2022年のNHKのアンケートで「今の程度でよい」と回答[21]。
- 国会議員の被選挙権年齢の引き下げについて、2022年の毎日新聞社のアンケートで「賛成」と回答[22]。

## 不祥事

### 不倫報道
- 2021年11月5日、週刊誌「FRIDAY」が山﨑が妻以外の女性と2014年から約5年間にわたって不適切な不倫関係を続けていたことを報じた[26]。10月の参議院補欠選挙中に「最高の後輩である」と山﨑を応援していた[25]川勝平太知事は、11月9日の臨時記者会見で「誠に残念至極。もう応援することはない」と述べた[27]。誌面において、愛人宅での写真やLINEのやり取り画面が掲載されたにもかかわらず、山﨑は当該女性との関係を全面的に否定。女性が現実と理想で妄想をしており脅されているとして「警察や弁護士にも相談をしている」と主張していた。11月10日、山﨑は国会内で報道陣の取材に応じ、「おおむね事実。当該女性を傷つけて苦しい思いをさせてしまい本当に申し訳ない」と謝罪した[27]。後日正式な会見で説明するとしたが、行われていない。2022年4月17日に行われた第26回参議院議員通常選挙の出馬会見では当事者間の問題は解消したとしている。

## 選挙歴
| 当落 | 選挙                     | 執行日         | 年齢 | 選挙区           | 政党   | 得票数    | 得票率 | 定数 | 得票順位 /候補者数 | 政党内比例順位 /政党当選者数 |
| ---- | ------------------------ | -------------- | ---- | ---------------- | ------ | --------- | ------ | ---- | ------------------ | ---------------------------- |
| 当   | 浜松市議会議員選挙       | 2007年4月8日   | 25   | 中区             | 無所属 | 6722票    |        | 16   | 7/22               | /                            |
| 当   | 浜松市議会議員選挙       | 2011年4月10日  | 29   | 中区             | 無所属 | 5725票    |        | 14   | 7/19               | /                            |
| 当   | 静岡県議会議員選挙       | 2015年4月12日  | 33   | 浜松市中区選挙区 | 無所属 | 1万8595票 | 20.3%  | 4    | 3/5                | /                            |
| 当   | 静岡県議会議員選挙       | 2019年4月7日   | 37   | 浜松市中区選挙区 | 無所属 | 2万344票  | 20.5%  | 4    | 2/5                | /                            |
| 当   | 第24回参議院議員補欠選挙 | 2021年10月24日 | 40   | 静岡県選挙区     | 無所属 | 65万789票 | 47.5%  | 1    | 1/3                | /                            |
| 落   | 第26回参議院議員通常選挙 | 2022年7月10日  | 40   | 静岡県選挙区     | 無所属 | 25万391票 | 15.9%  | 2    | 3/8                | /                            |

## 人物
- 2008年から日本舞踊花柳流花柳ゆず留門下。熱心に稽古に通い、2014年に「花柳白斗」の名取名をもらう[28]。